# Платово (Амурская область)
Пла́тово — село в Завитинском районе Амурской области России. Входит в состав Албазинского сельсовета.

## География
Село находится на левом берегу реки Завитая, на расстоянии 2 км к северу от села Албазинка, центра сельсовета, и 34 км к западу от города Завитинск, административного центра района.
Дорога к селу Платово идёт на запад от автотрассы Завитинск — Поярково, из окрестностей села Камышенка, через Успеновку и Албазинку.
На правом берегу реки Завитая в 3 км севернее Платово находится село Харьковка Октябрьского района.

## Население
| 2002 | 2010 | 2012 | 2013 | 2014 | 2015 | 2016 |
| ---- | ---- | ---- | ---- | ---- | ---- | ---- |
| 59   | ↘47  | ↘44  | ↘41  | ↘38  | ↘30  | ↘29  |
| 2017 | 2018 |      |      |      |      |      |
| →29  | ↘28  |      |      |      |      |      |

## Улицы
В селе имеется одна улица — Платовская.

## Экономика
Сельскохозяйственные предприятия Завитинского района.